# Ba'dan (huyện)
Huyện Ba'dan là một huyện thuộc tỉnh Ibb, Yemen. Đến thời điểm năm 2003, huyện này có dân số 116045 người